# 링라벨스틱

링라벨스틱은 용수철 공책과 링제본을 한 책자에 제목을 보이게 하는 도구입니다[]
만 14세 이상 사용 가능한 제품이며, 스프링 내경 10~18 mm에 적합한 S 사이즈와 스프링 내경 14~30 mm에 적합한 M 사이즈가 있습니다.
쿠팡, 11번가, 교보문고, YES24, 이마트몰, G마켓에서 팔고 있으며, 미국 시애틀에 있는 MochiThings에서도 팝니다[]
해외 사이트 Spirables에도 있습니다.
https://www.spirables.com/spirables/